# Толстихина, Анастасия Иннокентьевна
Анастасия Иннокентьевна Толстихина (1901, Сибирь — 1977, Москва) — партийный и музейный деятель, заслуженный работник культуры РСФСР (1966), директор Музея Революции СССР, в том числе выставки подарков И. В. Сталину от народов СССР и зарубежных стран (1949—1953, Москва).

## Биография
Родилась в одном из сибирских сел — оно было местом ссылки революционеров — в крестьянской многодетной семье.
Член РКП(б) с 1920.
В 1925 году окончила Урало-Сибирский коммунистический университет в Свердловске. В 1934 году окончила Институт красной профессуры истории при ЦИК СССР (ИКП Истории) в Москве. В конце 1935 года решением ЦК ВКП(б) была направлена на работу в Музей В. И. Ленина сначала заведующей отделом, а затем заместителем директора по научной части.
В 1938 году после ареста бывшего мужа Ивана Павловича Аллилуева (Алтайский), редактора журнала «Социалистическое земледелие», была объявлена врагом народа, но не была арестована. В августе 1939 года реабилитирована.
С августа 1939 по август 1943 года работала в Государственной публичной исторической библиотеке: консультант-библиограф, заместитель заведующего научно-библиографическим отделом (с октября 1939 года), заведующая научно-библиографическим отделом (с мая 1940 года), заместитель директора по научной работе (с июня 1942 года).

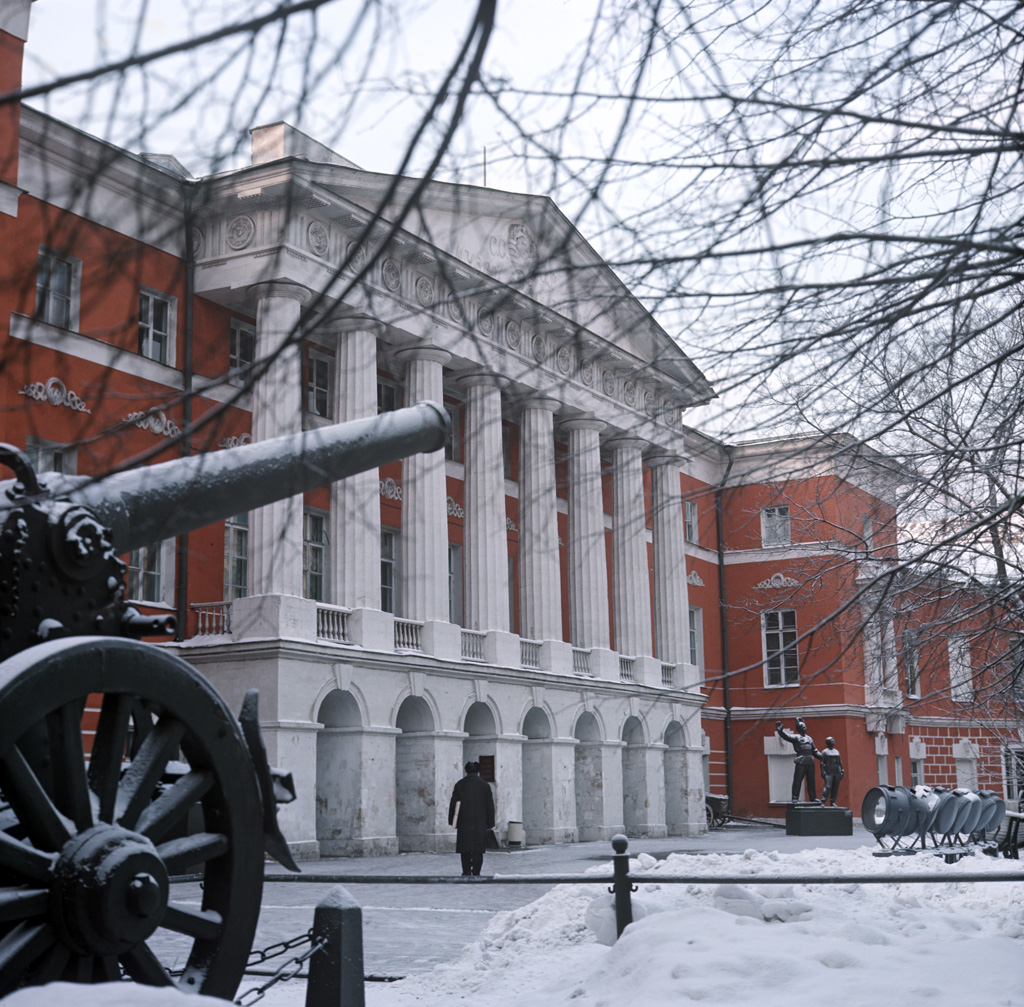
Государственный музей Революции СССР. Дата съемки 1 декабря 1970 г.

По рекомендации Емельяна Ярославского в августе 1943 года была утверждена на должность заведующего отделом истории СССР «Исторического журнала» (с 1945 года «Вопросы истории»).
С 1946 до выхода на пенсию в 1977 году — директор Государственного Музея Революции СССР в Москве. В 1949—1953 годах являлась директором выставки «подарков И. В. Сталину от народов СССР и зарубежных стран» (подарки демонстрировались в Музее Революции и в ГМИИ им. А. С. Пушкина).
Большое внимание уделяла комплектованию фондов музея, особенно по периоду современности. С середины 1950 годов в музее проводилась планомерная собирательская работа. В 1972 году фонды насчитывали более 700 тысяч предметов. В музее был создан Совет ветеранов — большой актив из числа старейших деятелей КПСС и рабочего движения, Великой Отечественной войны, социалистического строительства и членов бригад коммунистического труда. В 1967 году в ознаменование 50-летия советской власти Музей Революции был награжден орденом Ленина. 15 апреля 1968 года музей был передан из ведения Министерства культуры РСФСР в ведение Министерства культуры СССР, приобретя статус союзного учреждения. В 1969 году ЦМР СССР первым из музеев страны получил статус научно-исследовательского учреждения первой категории.
Умерла в 1977 году, похоронена в колумбарии на Новодевичьем кладбище.

## Награды
- Орден Ленина[1], (1960)[9]
- Орден Октябрьской Революции[10], (1971)
- Орден Трудового Красного Знамени[1], (1967)
- Заслуженный работник культуры РСФСР[11], (1966)
- медали.

## Труды
- Толстихина А. Народ — творец истории. Роль историко-краеведческих музеев в пропаганде революционных боевых и трудовых традиций советского народа // Культурно-просветительская работа. 1962. № 11. С. 2-4.
- Березов П. И. Музей революции СССР/ под общ. ред. А. И. Толстихина. — М.: Моск. рабочий, 1952. — 202,[1] с.
- Экспозиция Центрального ордена Ленина музея революции о строительстве социализма в СССР [Текст] / А. И. Толстихина. — [Москва] : [б. и.], [1970]. — 15 л.; 30 см. — (Доклады/ Междунар. совет музеев. Конференция Ком. музеев археологии и истории. 9-18 сент. 1970 г. Ленинград — Москва; 12).